# 극장판 에그엔젤 코코밍: 두근두근 핼러윈 파티
《극장판 에그엔젤 코코밍 두근두근 핼러윈 파티》는 2018년 9월 22일에 개봉한 애니메이션 영화이다. 비밀♥비밀의 에그엔젤 코코밍의 두번째 극장판이기도 하다. 일본에서는 개봉하지 않았으며 국내에서만 개봉하였다. 이 극장판은 본편 55화, 105화, 109화 후편, 110화 후편을 더빙하고 편집하여 극장판으로 엮은 것이다.

## 줄거리
어서와~ 이런 수상한(?) 파티는 처음이지?
코코타마/코코밍 친구들과 함께 하는 예측불허 핼러윈 파티!
핼러윈 데이를 맞은 코코로/미소와 코코타마/코코밍들은 마녀, 드라큘라 등으로 변장하고 친구들을 초대해 파티를 연다.
하지만, 파티가 시작되고 미스터리한 사건들이 발생하자 오히려 코코타마/코코밍들은 겁에 질린다.
거기다가 이게 웬일? 위대한 엔젤 코코도사가 누군가의 습격을 받고 쓰러져 있다?!
놀란 코코타마/코코밍들은 타마선인/코코도사가 남긴 단서로 범인을 찾기 위해 머리를 맞대보지만,
추리가 계속될수록 서로를 의심하기 시작하는데...
코코타마/코코밍들은 사건을 해결하고, 신나고 유쾌한 파티를 즐길 수 있을까?

## 등장 인물
- 요츠바 코코로/ 한미소 (성우: 혼도 카에데/ 이지현)
- 사쿠라이 노조미/ 노주미 (성우: 이시하라 카오리/ 김하영)
- 쵸노 히카리/ 조빛나 (성우: 야마무라 히비쿠/ 강시현)
- 럭키타마/ 럭키밍 (성우: 한 메구미/ 여민정)
- 멜로리/ 멜로밍 (성우: 토요사키 아키/ 방연지)
- 오샤키/ 지니밍 (성우: 카카즈 유미/양정화
- 게라쵸/ 키키밍 (성우: 아이카와 리카코/ 조현정)
- 키라리스/ 쁘띠밍 (성우: 유즈키 료카/ 은정)
- 모구탄/ 포포밍 (성우: 무라세 미치요/ 장은숙)
- 사리누/샤미밍 (성우: 후지무라 아유미/ 강시현)
- 파리누/ 리린밍 (성우: 시라토리 유리/ 김하영)
- 미시루/ 루루밍 (성우: 오리카사 후미코/ 안현서)
- 비비트/ 아로밍 (성우: 야하기 사유리/ 조현정)
- 라이치/ 래미밍 (성우: 나나세 아야카/ 김하영)
- 유라노/ 체이밍 (성우: 토요구치 메구미/ 김하영)
- 토쿠마루/ 캐이밍 (성우: 테라사키 유카/ 은정)
- 무키테츠/ 포츠밍 (성우: 츠보이 토모히로/ 한신)
- 타마선인/ 코코도사 (성우: 츠보이 토모히로/ 박성태)
- 렌지/ 아트밍 (성우: 엔도 아야/ 안현서)
- 핑코/ 쇼피밍 (성우: 기부 유코/ 여민정)
- 니코리/ 베이밍 (성우: 혼도 카에데/ 방연지)
- 반노스케/ 또또밍 (성우: 츠무라 마코토/ 강시현)
- 다시마키/ 모야밍 (성우: 시바사키 노리코/ 이지현)
- 훗토니/ 너스밍 (성우: 시타야 노리코/ 장은숙)
- 쇼코란셰/ 나누밍 (성우: 히로하시 료/ 한경화)
- 파라리나/ 뽀도밍 (성우: 코바야시 유우/ 김율)

## 주제가
여는 노래(오프닝)
뿌잉뿌잉 코코코밍!
작사 - 하타 아키 / 작곡ㆍ편곡 - 야마구치 아키라 히코 / 노래 - 손예림, 코코밍 9(코러스)
닫는 노래(엔딩)
모두가 좋아해! 코코밍
작사 - 마사키 에리카 / 작곡ㆍ편곡 - shilo / 노래 - 한미소(이지현, 럭키밍(여민정)